# Croton oleoides
Espèce
Croton oleoides est une espèce de plantes à fleurs du genre Croton et de la famille des Euphorbiaceae, présente au Brésil (Minas Gerais).
Il a pour synonymes :
- Croton cneorifolius, (Baill.) Müll.Arg., 1866
- Croton cneorifolius var. genuinus, Müll.Arg., 1866
- Croton cneorifolius var. lanceolatus, (Baill.) Müll.Arg., 1866
- Croton cneorifolius var. longifolius, (Baill.) Müll.Arg., 1866
- Croton erythroxyloides var. cneorifolius, Baill., 1864
- Croton erythroxyloides var. longifolius, Baill., 1846
- Oxydectes cneorifolia, (Baill.) Kuntze